# The Times They Are a-Changin'
The Times They Are a-Changin'  är Bob Dylans tredje album, utgivet 13 januari 1964. Albumet är kanske det mest protestfärgade han gjort, med sånger om rasism, fattigdom, krig, och sociala orättvisor. Det var också det första albumet där Dylan själv hade skrivit allt material.
Titelsången hör till Dylans mest kända. Flera covers av låten har spelats in, bland annat av Peter, Paul and Mary, The Beach Boys och The Byrds. I "The Ballad of Hollis Brown" berättas en tragisk historia om en fattig lantbrukare som i desperation mördar hela sin familj och sedan begår självmord. I "With God on Our Side" sjunger Dylan om alla de stora krig mänskligheten utkämpat, och frågar sig sedan om gud varit på deras sida vid alla dessa tillfällen. "The Lonesome Death of Hattie Carroll" är baserad på en verklig händelse där en afroamerikansk 51-årig barservitris avled efter att ha misshandlats och förolämpats av en berusad vithyad bargäst.
Två av albumets låtar, "One Too Many Mornings" och "Boots of Spanish Leather" visar dock en mer personlig sida hos Dylan, något han skulle komma att utveckla på sitt nästa album, Another Side of Bob Dylan.

## Låtlista
Låtarna skrivna av Bob Dylan.

### Sida 1
1. "The Times They Are a-Changin'" - 3:15
2. "The Ballad of Hollis Brown - 5:05
3. "With God on Our Side" - 7:08
4. "One Too Many Mornings" - 2:40
5. "North Country Blues" - 4:33

### Sida 2
1. "Only a Pawn in Their Game" - 3:32
2. "Boots of Spanish Leather" - 4:39
3. "When the Ship Comes In" - 3:17
4. "The Lonesome Death of Hattie Carroll" - 5:47
5. "Restless Farewell" - 5:34

## Listplaceringar
- Billboard 200, USA: #20[1]
- UK Albums Chart, Storbritannien: #4[2]